# Curro Díaz
Francisco Díaz Flores (Linares, Jaén, 20 de mayo de 1974), más conocido como Curro Díaz, es un torero español.

## Biografía
Desde 2016 hasta octubre de 2019 estuvo apoderado por Joxin Iriarte, durante los 4 años de apoderamiento Curro Díaz realizó un total de 123 paseíllos en corridas de toros(sin contar festivales).

## Carrera profesional
Hizo su debut en público el 6 de enero de 1987. 
Debutó con picadores el 14 de abril de 1990 en la Plaza de toros de Manzanares (Ciudad Real).
Tras 7 años de novillero con picadores tomo la alternativa el 1 de septiembre de 1997 en la plaza de toros de Linares (Jaén) junto a Juan Carlos García que ejerció de padrino y de testigo Sebastián Córdoba con toros de la ganadería de Valdemoro. 
Confirmó la alternativa en la Plaza de toros de las Ventas el día 31 de agosto de 2003, tuvo de padrino a Frascuelo y de testigo a Guillermo Albán. Con un encierro de Valverde.
Confirmó la alternativa en Quito el 1 de diciembre de 2006 con Francisco Rivera Paquirri de padrino y Rui Fernandes de testigo con toros de la ganadería de Mirafuente.
Confirmó la alternativa en México el 28 de enero de 2007 junto a El Pana de padrino y de testigo Arturo Macías con toros de Los Encinos.
Salió por la puerta grande en Madrid el 29 de abril de 2007 desorejando a un toro de Los Recitales, y por segunda vez el 20 de marzo de 2016 cortándole 1 oreja al sobrero de Torrealba y otra a un toro de Gavira.

## Temporadas
Temporada 2018
En el 2018 toreo 27 festejos cortando 38 orejas, toreando en San Isidro el 19 y el 22 de mayo con toros de Alcurrucén y El ventorrillo respectivamente, también toreo en la plaza de toros de Dax.
Temporada 2019
En la temporada 2019 torea un total de 29 festejos cortando 26 orejas y toreando 3 veces en Madrid, las dos primeras en la feria de San Isidro, el 1 de junio con toros de Zalduendo y el 9 de junio corto una oreja a un toro de Baltasar Ibán, su tercer paseíllo fue en la feria de Otoño el 6 de octubre con toros de Adolfo Martín, también actuó en otras plaza de primera como en la Plaza de toros de La Malagueta y en la de Bilbao.